# Onthophagus agnus
Onthophagus agnus är en skalbaggsart som beskrevs av Gillet 1925. Onthophagus agnus ingår i släktet Onthophagus och familjen bladhorningar. Inga underarter finns listade i Catalogue of Life.